# The Orbison Way
The Orbison Way è un album in studio del cantautore e chitarrista statunitense Roy Orbison, pubblicato nel gennaio 1966.

## Tracce
Tutti i brani sono stati composti da Roy Orbison e Bill Dees, eccetto dove indicato.
Side 1
1. Crawling Back – 3:15
2. It Ain't No Big Thing – 2:22
3. Time Changed Everything (Buddy Buie, John Rainey Adkins) – 2:09
4. This Is My Land (Bill Dees) – 3:05
5. The Loner (Bill Dees, John Rainey Adkins) – 2:24
6. Maybe – 2:24

Side 2
1. Breakin' Up Is Breakin' My Heart – 2:09
2. Go Away – 3:03
3. A New Star – 2:58
4. Never – 2:15
5. It Wasn't Very Long Ago (Barry Booth) – 2:33
6. Why Hurt the One Who Loves You? – 2:36